# New Era (Namibia)
New Era este un cotidian național deținut de guvernul Namibiei. Ziarul este unul dintre cele patru ziare naționale cotidiene din țară, celelalte fiind The Namibian (în limba engleză și în limbi indigene), Die Republikein (în afrikaans) și Allgemeine Zeitung (în germană).
New Era a fost creat prin Legea New Era Publications Corporation din 1992. Potrivit lui Ullamaija Kivikuru, acesta a copiat formatul The Namibian pentru a stabili credibilitatea. Cele două ziare încă seamănă între ele, având articole lungi răspândite pe mai multe pagini.
New Era are un tiraj obișnuit de 9.000 de exemplare, ajungând până la 11.000 de exemplare în zilele de vineri. A fost înființat ca ziar săptămânal și a fost publicat ulterior doar bi-săptămânal. A apărut zilnic din 2004. New Era este publicat în engleză și în cinci limbi indigene: Otjiherero, Oshiwambo, Damara / Nama, Silozi și Khwedam.
New Era este publicat de New Era Publication Corporation, care este deținută de guvernul Namibiei. Ministrul Tehnologiei Informației și Comunicării are capacitatea de a numi și de a demite membrii consiliului de administrație. Potrivit lui Andreas Rothe, un anumit ministru a acționat ca proprietar direct al ziarului, telefonând departamentului editorial despre articole în care guvernul a fost criticat. Din această cauză, ziarul este perceput ca „fiind pro SWAPO și i s-a reproșat adesea că este pro guvernamental”. Cu toate acestea, un studiu realizat în 2006 de către cercetătorii suedezi a considerat că New Era este „mai critic și mai acerb” decât The Namibian.